# Рохінджа
Рохінджа, іноді  Рогінджа, Рогінґ'я (Ruáingga /ɾuájŋɡa/, бірм. ရိုဟင်ဂျာ rui hang ja /ɹòhɪ̀ɴd͡ʑà/, бенг. রোহিঙ্গা Rohingga /ɹohiŋɡa/) — етнічна група у М'янмі, які вважають себе корінними жителями території сучасного штату Ракхайн. Більшість вчених вважають, що рогінджа є мігрантами колоніальних часів Британської імперії, менша — після незалежності Бірми та війни за незалежність Бангладеш у 1971 році. Етнічно та лінгвістично споріднені, на відміну від інших народів М'янми, з народами Індії та Бангладеш. 
Територія, населена рогінджа, була приєднана до Бірми (М'янми) в 1700-х роках.
За віросповіданням рогінджа — мусульмани. Говорять мовою рогінджа, яка належить до індоарійських мов. За оцінками, чисельність рогінджа у М'янмі, до кризи 2016-2017 років, становила більше 1 мільйона осіб. За даними ООН, вони є однією з найбільш переслідуваних національних меншин у світі. Багато рогінджа живуть у таборах для біженців у сусідньому Бангладеш, а також у районах, розташованих уздовж тайсько-м'янманського кордону.
Влада М'янми полягає на тому, що рогінджа нелегальні іммігранти, які приїхали в Ракхайн після проголошення незалежності Бірмою у 1948 році та після визвольної війни в Бангладеш у 1971 році.
У 1940-х роках з'явився сепаратистський рух рогінджа, метою якого було об'єднання зі Східним Пакистаном (сучасним Бангладешем).
Взаємна ненависть між буддистами Аракану (як традиційно називається Ракхайн) та мусульманами-рогінджа особливо загострилася під час Другої світової війни, коли Британська Бірма була захоплена Японією. Мусульмани-рогінджа виступили на боці британців та розпочали партизанську боротьбу. Місцеві ж буддисти Аракану підтримали японських окупантів, які пообіцяли надати країні незалежність, та стали масово вступати в союзну Токіо «Армію незалежності Бірми». На чолі неї стояв генерал Аун Сан, один із засновників Комуністичної партії Бірми та батько державного радника М'янми Аун Сан Су Чжі, яка нині очолює уряд країни.
У червні 2012 року відбулася серія конфліктів між мусульманами-рогінджа з «Армії порятунку рогінджа Аракану» та місцевим буддійським населенням.